# ليونيل باتيست
ليونيل باتيست (بالإنجليزية: Lionel Batiste)‏ هو عازف جاز ومغني أمريكي، ولد في 11 فبراير 1931 في نيو أورلينز في الولايات المتحدة، وتوفي بنفس المكان في 8 يوليو 2012.

## وصلات خارجية
- ليونيل باتيست على موقع IMDb (الإنجليزية)
- ليونيل باتيست على موقع ميوزك برينز (الإنجليزية)
- ليونيل باتيست على موقع ديسكوغز (الإنجليزية)